# Gornji Ivanjci
Gornji Ivanjci este o localitate din comuna Gornja Radgona, Slovenia, cu o populație de 83 de locuitori.